# Carl-Wery-Straße
Die Carl-Wery-Straße ist eine Innerorts- und Ein- und Ausfallstraße im Stadtbezirk Ramersdorf-Perlach (Nr. 16) von München.

## Verlauf
Die Straße beginnt in Fortsetzung der Fritz-Erler-Straße an der Putzbrunner Straße Neuperlach-Süd und führt in generell südlicher Richtung zum oberirdischen Bahnhof München-Neuperlach Süd, der von der S-Bahn und der Münchner U-Bahn bedient wird. Sie biegt dann nach Südosten ab und geht an der Stadtgrenze in die Äußere Hauptstraße in Neubiberg über.

## Öffentlicher Verkehr

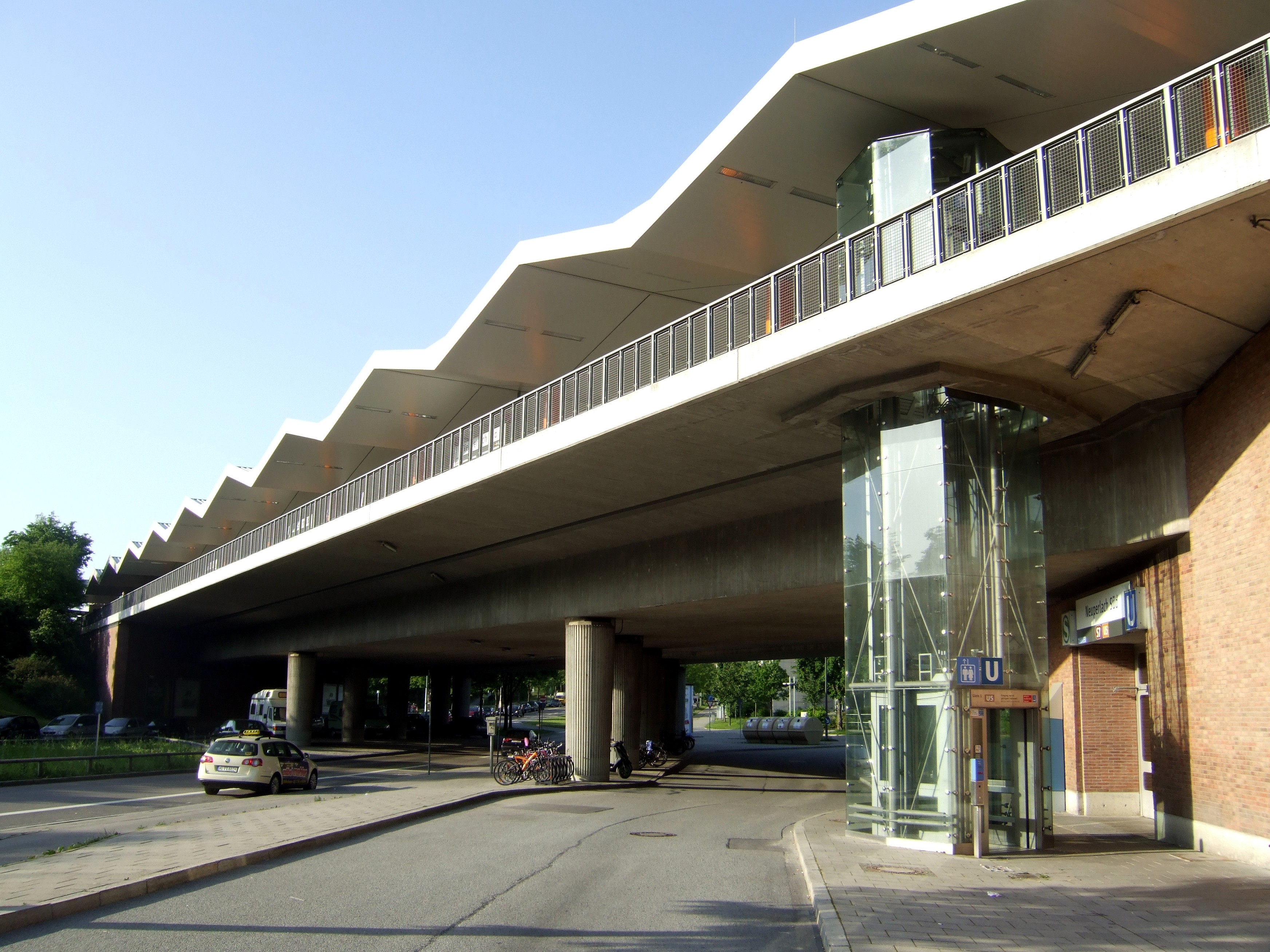
U- und S-Bahn-Station Neuperlach-Süd mit Carl-Wery-Straße

Auf der Straße besteht Omnibusverkehr der Linien des Münchner Verkehrs- und Tarifverbunds. Über den S-Bahn- und U-Bahn-Halt Neuperlach-Süd wird die Straße durch die S-Bahn-Linie 7 und die U-Bahn-Linie 5 erschlossen.

## Namensgeber
Die Straße ist nach dem Schauspieler Carl Wery (1897 bis 1975) benannt.

## Charakteristik
Die Straße ist ein Teilstück der Staatsstraße 2078, die weiter über Ottobrunn und Bad Aibling in Richtung Rosenheim führt.

## Denkmalgeschützte Bauwerke
In der Carl-Wery-Straße stehen keine denkmalgeschützten Bauwerke.